# Jaci Velásquez
Jacquelyn Davette Velásquez (Houston, Texas; 15 de octubre de 1979), conocida como Jaci Velásquez, es una cantante, actriz, locutora y escritora estadounidense. Fue nominada al Premio Grammy y Premio Grammy Latino y ganadora de Dove Award.
Jaci es esencialmente una intérprete de música cristiana contemporánea y de pop latino en español e inglés. Ha vendido más de diez millones de unidades, según la RIAA. Ha aparecido en más de cincuenta portadas de revistas, incluyendo Latina Style, CCM Magazine, Estylo, Latingirl, Latina, People y People en Español. Ha sido imagen de Pepsi, Doritos, Target, Frizz-Ease, y Helzberg Diamonds.

## Biografía
Velásquez creció en el seno de una iglesia evangélica donde sus padres cantaban. Su familia tiene ascendencia española, mexicana, árabe, francesa y escocesa.  Cuando ella tenía diez años de edad, sus padres decidieron abandonar Houston para recorrer el país con su música cristiana. En dicha gira, Jaci inició sus pasos como cantante cristiana.
Realizó su primer álbum en 1996, el cual tuvo certificación de platino. Luego de eso, ha grabado cinco discos más en inglés, valiéndole para ganar siete premios Dove incluyendo «Nuevo artista del año» y «Vocalista femenina del año».
En 1998, firmó contrato con Sony Latino y bajo la dirección de Rudy Pérez, produjo su primer álbum en español titulado Llegar A Ti. Consecuencia de dicho álbum, obtuvo una buena cantidad de fanáticos hispanohablantes, especialmente latinoamericanos. Su primer álbum en español fue nominado a un premio Grammy Latino, siendo el primer álbum cristiano en participar en dichos premios, sentando un precedente en cuanto a la música religiosa. A la par graba sus primeros anuncios publicitarios como imagen para la cadena de supermercados Target. En 2001 realizó su segundo álbum en español titulado Mi Corazón, manteniéndose en el top de la clasificación Billboard y ganando un premio como sencillo del año y siendo nominada de nuevo a un premio Grammy Latino. Ese mismo año Jaci participa en la grabación del tema y video «El Último Adiós» junto a más de treinta artistas en honor a los fallecidos por los ataques terroristas del 11 de septiembre.
Entre sus presentaciones en programas de la talla de Cristina Show y Sábado Gigante, Jaci graba dos discos navideños, uno en inglés y otro en español. Este último, Navidad, le permite obtener su sexto Dove Award, nuevamente en la categoría «Álbum del año» en Español. En 2002 es elegida imagen de los prestigiosos productos para el cabello de John Frieda. Ese año también participa en su primera película llamada Chasing Papi, compartiendo roles con la colombiana Sofía Vergara, la boricua Roselyn Sánchez y el mexicano Eduardo Verástegui. El estreno se dio en Estados Unidos en abril de 2003.

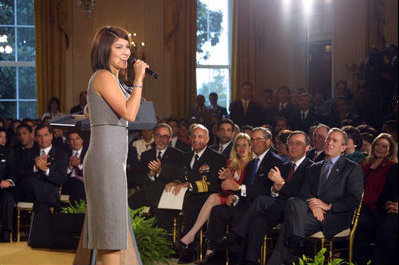
Velásquez canta a George W. Bush en 2002.

El 2003 marca el lanzamiento de dos de sus discos; Unspoken, grabado en Nashville, Los Ángeles y Miami, presenta un increíble listado de productores, incluyendo Matthew Gerrard (Nick Carter, BBMak, Plus One), Tommy Sims (Eric Clapton, Bonnie Raitt, India Arie, Amy Grant), y Emilio Estefan (Gloria Estefan, Shakira, Ricky Martin). Jaci coescribió siete de los doce temas del álbum y produjo uno de ellos junto al resto de los miembros de su banda, la canción «Your Friend». Velásquez da un giro sorprendente a su carrera en Unspoken, pues muestra un nuevo look además de un estilo más sofisticado en sus canciones. Días después, lanza su tercer disco en español Milagro, con el sello de Sony Discos y que incluye el tema principal de Chasing Papi realizada por 20th Century Fox, convirtiéndose en la primera película de Hollywood con un elenco completamente hispano.
Jaci inicia su etapa de empresaria al fundar en 2004 su propio sello discográfico «Apostrophe Records». También recibe un nuevo Latin Billboard Award por su disco Milagro en la categoría «Mejor Álbum Cristiano del Año» y una nominación al Grammy Latino en la categoría «Mejor Álbum Pop Vocal Femenino». Ese año también marca el lanzamiento de su primer recopilatorio Mi Historia Musical, además de anunciarse el próximo lanzamiento de Beauty Has Grace, realizado finalmente en mayo de 2005, mismo mes en que canta nuevamente en la Casa Blanca ante el presidente George W. Bush. En noviembre del mismo año se estrenaba en DVD la película Los Tres Reyes Magos de Disney Home Entertainment, donde ella dio la voz al personaje de Sarah.
En agosto de 2006 Jaci anuncia el lanzamiento del EP Navideño «Open House», que salió a la venta el 30 de octubre, además de confirmar el lanzamiento de un nuevo disco en inglés. En diciembre, Jaci demuestra su vigencia en el ámbito musical al registrarse el éxito de la canción «It Came Upon a Midnight Clear» que logra más de ciento cuarenta y cinco mil descargas digitales.
En marzo de 2008 se lanza el disco Love Out Loud, decimotercero de su carrera. A inicios de 2010, Billboard lanzó las estadísticas de la década, ubicando la canción «Como se cura una herida» en el puesto #21 de las 50 mejores canciones Pop Latinas de la década, superando a éxitos como «La camisa negra» de Juanes (#26) o «Azul» de Cristian Castro (#42). «Como se cura una herida» también se ubicó en el puesto #57 de «las 100 mejores canciones Latinas de la década», superando a «Ni una sola palabra» de Paulina Rubio (#59), «Víveme» de Laura Pausini (#85), entre otras. El 7 de febrero de 2012 Jaci lanza un nuevo disco en inglés, el número catorce de su carrera, titulado Diamond, el cual entró al Top 20 de los álbumes cristianos más vendidos según Billboard, además de un especial de televisión grabado junto a la banda Salvador de 1 hora de duración titulado «Jaci Velasquez And Salvador Live - The Concert Experience» transmitido por JCTV. A mediados de ese mismo año, se lanza el EP «Acoustic Favorites» que incluye cinco temas acústicos favoritos de la cantante. 
Después de nueve años, 2012 marca el regreso de Jaci a la música en español con un disco íntegro en el idioma de Cervantes. Buenas noches mi sol fue lanzado el 27 de agosto y consta de catorce temas trabajados bajo la temática de canciones de cuna.

## Vida privada
El 16 de agosto de 2003, Velásquez contrajo matrimonio por primera vez con Darren Potuck de la banda AutoVaughn en Franklin, Tennessee. A la par, su participación en Chasing Papi es criticada por varios sectores religiosos, además que los compromisos y la vida de casada hacen que experimente descompensaciones en su estado de ánimo, iniciando lo que sería un tramo difícil en su vida personal. En junio de 2005 Jaci revela en entrevista a la revista Latina que padecía de trastorno bipolar desde octubre de 2003, enfermedad que afecta a más de 2,5 millones de adultos en Estados Unidos, de los cuales más de la mitad son mujeres. En agosto del mismo año, Jaci envía un mensaje a sus fanes donde confirma su divorcio de Darren Potuck, declarando que ambos lucharon por salvar su matrimonio. Estos momentos dolorosos y tristes hicieron que Velásquez dejara todo y viajara por un año a Londres, Inglaterra, para sanar sus heridas.
Luego de esto, Jaci regresa para retomar su carrera y lanzar su segundo disco recopilatorio On My Knees: The Best of Jaci Velasquez. Jaci estaba recuperada de su enfermedad y los medios anunciaban el regreso de la «consentida de la música cristiana». El inicio de esta nueva etapa fue marcado por su matrimonio con el cantante de la banda musical Salvador, Nic Gonzales, en diciembre de 2006, en una ceremonia privada en Austin, Texas, noticia de la que sus fanáticos se enterarían en enero del año siguiente. En junio de 2007, en un viaje a Perú, los medios revelan que Jaci está embarazada, noticia que alegra a sus seguidores en todo el mundo. Ella anuncia que a partir del séptimo u octavo mes de embarazo tomaría un receso para dedicarse a su nueva etapa de madre. El 3 de noviembre de 2007 nace Zealand David, primogénito para ambos cantantes. En agosto de 2008 Jaci anuncia que está nuevamente embarazada, dando a luz el 20 de febrero de 2009 a Soren Arthur.

## Discografía
- Help me (1994)
- Heavenly Place (1996)
- Jaci Velasquez (1998)
- Llegar a ti (1999)
- Crystal Clear (2000)
- Mi corazón (2001)
- Christmas (2001)
- Navidad (2001)
- Unspoken (2003)
- Milagro (2003)
- Mi historia musical (2004)
- Beauty Has Grace (2005)
- On My Knees (2006)
- Open House (2007)
- Love Out Loud (2008)
- Diamond (2012)
- Acoustic Favorites (2012)
- Buenas noches mi sol (2012)
- Trust / Confío (2017)

## Filmografía
- Chasing Papi (2003)
- Doc (2004)
- The Three Wise Men (2005)
- The Encounter (2011)
- Jerusalem Countdown (2012)
- I'm Not Ashamed (2016)

## Premios y reconocimientos

### Nominaciones a lospremios Grammy Latinos
- 2000: Mejor Interpretación Vocal Pop Femenina - Llegar a ti
- 2004: Mejor Álbum Vocal Pop Femenino - Milagro
- 2017: Mejor Álbum Cristiano - Confío

### Premios Dove
- 1997: Artista nuevo del año
- 1998: Canción del año - «De rodillas»
- 1999: Vocalista Femenina del Año
- 2000: Álbum de evento especial del año - Streams
- 2000: Álbum del año en español - Llegar a Ti
- 2000: Vocalista Femenina del Año
- 2002: Álbum en español del año - Mi corazón
- 2003: Álbum en español del año - Navidad
- 2017: Álbum en español del año - Confío

### Nominaciones a losPremios American Music
- 2002: Artista latino favorito

### Premios Billboard de la música latina
- 2002: Álbum Pop Femenino -  Mi corazón

### Premios Lo Nuestro
- 2000: Artista Nuevo del Año

### Premios Arpa
- 2018: Mejor Álbum Vocal Femenino del Año - Confío